# System APG IV
System APG IV – system klasyfikacyjny roślin okrytonasiennych opublikowany w roku 2016 przez członków Angiosperm Phylogeny Group. Jest to kolejna wersja systemu klasyfikacyjnego rozwijanego od 1998 roku, sukcesywnie zastępująca poprzednie klasyfikacje (APG I z 1998, APG II z 2003 i APG III z 2009). Klasyfikacja bazuje na analizie powiązań filogenetycznych między grupami roślin, ustalanych głównie na podstawie danych molekularnych. System został skompilowany przez 16 autorów z 6 krajów, ale uwzględnia też wyniki warsztatów przeprowadzonych w Kew Gardens oraz ankiety internetowej, na którą odpowiedziało 441 respondentów z 42 krajów. Szerokie konsultacje i uznanie sugestii większości zamiast przyjęcia stanowiska ekspertów (np. w kwestii szerokiego ujęcia rodziny ogórecznikowatych Boraginaceae zamiast jej podziału) spowodowało zresztą kontrowersje w środowisku (Angiosperm Phylogeny Website publikuje w przypadkach spornych klasyfikację sugerowaną przez ekspertów, niżeli przyjętą w APG IV opinię większości).

## Zmiany w stosunku do wersji poprzedniej systemu
Zmiany w klasyfikacji w stosunku do poprzedniej wersji systemu z 2009 roku nie są rewolucyjne – generalnie przyjęcie i utrzymywanie zasad taksonomii filogenetycznej i oparcie systemu na rosnącej wiedzy w zakresie filogenezy odzwierciedlonej w zapisie DNA pozwala na sukcesywne doprecyzowywanie systemu, przyczyniając się do tego, że w kolejnych edycjach zmiany są coraz mniejsze. 
W systemie APG IV wyróżniono pięć nowych w stosunku do APG III rzędów podnosząc ich łączną liczbę do 64: Boraginales, ukęślowce Dilleniales, Icacinales, Metteniusales i Vahliales. 
Wyróżniono i nazwano dwa nowe klady: superrosids i superasterids.
Dwie rodziny, które w poprzednim systemie nie były klasyfikowane do rzędów a rozważano utworzenie dla nich odrębnych, monotypowych rzędów – Dasypogonaceae i sabiowate Sabiaceae, włączone zostały odpowiednio do arekowców Arecales i srebrnikowców (Proteales). Podobnie włączono do rzędów dwie rodziny roślin pasożytniczych o niejasnej poprzednio pozycji systematycznej – cynomoriowate Cynomoriaceae zaliczono do skalnicowców Saxifragales, a Apodanthaceae do dyniowców Cucurbitales. Liczba taksonów o niejasnej pozycji w systemie (Incertae sedis) zredukowana została w sumie z 25 rodzin w 1998 roku do 7 rodzajów w 2016 roku, umieszczanych w rzędzie jasnotowców Lamiales (np. Peltanthera). 
Dokonano kilku zmian wynikających z zasad nomenklatury botanicznej zmieniając żółtakowate Xanthorrhoeaceae na złotogłowowate Asphodelaceae w obrębie szparagowców Asparagales oraz Melianthaceae na Francoaceae w obrębie bodziszkowców Geraniales, włączając przy tym do tej rodziny wcześniej wyróżniane Bersamaceae, Ledocarpaceae, Rhynchothecaceae i Vivianiaceae. Inne zmiany w ujęciu rodzin nie są nazbyt daleko idące. Z dotychczasowego ujęcia rodziny Icacinaceae wyłączono kilka rodzajów przeniesionych do dotychczas jednorodzajowej rodziny Metteniusaceae. Do rodziny kokornakowatych Aristolochiaceae włączono Lactoridaceae i Hydnoraceae, wyodrębniono Maundiaceae (dla jednego rodzaju z dotychczasowej rodziny świbkowatych Juncaginaceae), włączono do rześciowatych Restionaceae rodzaje wyodrębniane dotychczas w Anarthriaceae i Centrolepidaceae, do bukszpanowatych Buxaceae włączono Haptanthaceae, z rodziny wilczomleczowatych Euphorbiaceae wyodrębniono Peraceae, utworzono rodziny Petenaeaceae (w obrębie Huerteales), Kewaceae, libawowate Limeaceae, Macarthuriaceae i Microteaceae (wszystkie w obrębie goździkowców Caryophyllales), wydzielono Petiveriaceae z szkarłatkowatych Phytolaccaceae (goździkowce Caryophyllales) i błotniowate Nyssaceae z dereniowatych Cornaceae (dereniowce Cornales), wyodrębniono Mazaceae z Phrymaceae (jasnotowce Lamiales) oraz włączono Lindenbergiaceae i Rehmanniaceae do zarazowatych Orobanchaceae (jasnotowce Lamiales). W sumie liczba rodzin wzrosła w nowym systemie do 416.
Zmiany obejmują także przeniesienia rodzajów między rodzinami. Przeniesiono rodzaj Allantospermum z Ixonanthaceae do irwingiowatych Irvingiaceae, rodzaj Pakaraimaea z dwuskrzydlowatych Dipterocarpaceae do czystkowatych Cistaceae, rodzaje: Borthwickia, Forchhammeria, Stixis i Tirania z kaparowatych Capparaceae do rezedowatych Resedaceae, rodzaj Sanango przeklasyfikowano z loganiowatych Loganiaceae do ostrojowatych Gesneriaceae. Rodzaj Pteleocarpa zaklasyfikowany został do rodziny Gelsemiaceae (goryczkowce Gentianales).